# Zinn(IV)-fluorid
Zinn(IV)-fluorid ist eine anorganische chemische Verbindung des Zinns aus der Gruppe der Fluoride.

## Gewinnung und Darstellung
Zinn(IV)-fluorid kann durch Reaktion von Zinn(IV)-chlorid mit Fluorwasserstoff gewonnen werden.
{\displaystyle {\ce {SnCl4 + 4HF -> SnF4 + 4HCl}}}

## Eigenschaften
Zinn(IV)-fluorid ist ein farbloser äußerst hygroskopischer Feststoff, der sich in Wasser unter starkem Zischen löst.
Die Verbindung besteht wie Blei(IV)-fluorid aus SnF6-Oktaedern die über gemeinsame äquatoriale Brücken mit jeweils vier SnF6-Oktaedern zu planaren Schichten verknüpft sind.
Zinn(IV)-fluorid hat möglicherweise einen positiven Einfluss auf bleifreie Perowskit-Solarzellen.

## Sicherheitshinweise
Zinn(IV)-fluorid ist toxisch bei Verschlucken und sollte daher nicht mit der Haut in Kontakt kommen, inhaliert werden oder oral aufgenommen werden.